# Diospyros rosei
Diospyros rosei är en tvåhjärtbladig växtart som beskrevs av Paul Carpenter Standley. Diospyros rosei ingår i släktet Diospyros och familjen Ebenaceae. Inga underarter finns listade i Catalogue of Life.